# Offenbacher Fußball-Club Kickers 1901 1973-1974
Questa voce raccoglie le informazioni riguardanti l'Offenbacher Fußball-Club Kickers 1901 nelle competizioni ufficiali della stagione 1973-1974.

## Stagione
Nella stagione 1973-1974 il Kickers Offenbach, allenato da Gyula Lóránt e Otto Rehhagel, concluse il campionato di Bundesliga al 10º posto. In Coppa di Germania il Kickers Offenbach fu eliminato in semifinale dall'Amburgo.

## Rosa
| N. |                     | Ruolo | Calciatore           |
| -- | ------------------- | ----- | -------------------- |
|    | Germania (bandiera) | P     | Fred-Werner Bockholt |
|    | Germania (bandiera) | P     | Bernd Helmschrot     |
|    | Germania (bandiera) | P     | Josef Steinmetz      |
|    | Germania (bandiera) | D     | Peter Berg           |
|    | Germania (bandiera) | D     | Peter Enders         |
|    | Germania (bandiera) | D     | Volker Faß           |
|    | Austria (bandiera)  | D     | Hans Schmidradner    |
|    | Germania (bandiera) | D     | Niko Semlitsch       |
|    | Germania (bandiera) | D     | Lothar Skala         |
|    | Germania (bandiera) | C     | Rainer Blechschmidt  |
|    | Austria (bandiera)  | C     | Josef Hickersberger  |

| N. |                     | Ruolo | Calciatore       |
| -- | ------------------- | ----- | ---------------- |
|    | Germania (bandiera) | C     | Dietmar Hoffmann |
|    | Germania (bandiera) | C     | Herbert Meyer    |
|    | Germania (bandiera) | C     | Stefan Rückert   |
|    | Germania (bandiera) | C     | Winfried Schäfer |
|    | Germania (bandiera) | C     | Amand Theis      |
|    | Germania (bandiera) | C     | Klaus Weber      |
|    | Germania (bandiera) | A     | Egon Bihn        |
|    | Germania (bandiera) | A     | Sigfried Held    |
|    | Germania (bandiera) | A     | Erwin Kostedde   |
|    | Germania (bandiera) | A     | Manfred Ritschel |

## Organigramma societario
Area tecnica
- Allenatore: Otto Rehhagel
- Allenatore in seconda:
- Preparatore dei portieri:
- Preparatori atletici:

## Calciomercato

### Sessione estiva
| Acquisti | Acquisti         | Acquisti                     | Acquisti |
| R.       | Nome             | da                           | Modalità |
| -------- | ---------------- | ---------------------------- | -------- |
| A        | Egon Bihn        | Kickers Offenbach (juniores) |          |
| C        | Jimmy Hartwig    | Kickers Offenbach (juniores) |          |
| C        | Dietmar Hoffmann | Kickers Offenbach (juniores) |          |
| C        | Klaus Weber      | Kickers Offenbach (juniores) |          |
| D        | Peter Enders     | Durban City                  |          |
| P        | Bernd Helmschrot | Monaco 1860                  |          |

| Cessioni | Cessioni      | Cessioni                 | Cessioni |
| R.       | Nome          | a                        | Modalità |
| -------- | ------------- | ------------------------ | -------- |
| D        | Ernst Traser  | Saarbrücken              |          |
| C        | Heinz Traser  | Saarbrücken              |          |
| C        | Jimmy Hartwig | Osnabrück                |          |
| A        | Dieter Müller | Colonia                  |          |
| D        | Egon Schmitt  | Saarbrücken              |          |
| D        | Gerd Simons   | Eintracht Francoforte II |          |

### Sessione invernale
| Acquisti | Acquisti | Acquisti | Acquisti |
| R.       | Nome     | da       | Modalità |
| -------- | -------- | -------- | -------- |

| Cessioni | Cessioni            | Cessioni       | Cessioni |
| R.       | Nome                | a              | Modalità |
| -------- | ------------------- | -------------- | -------- |
| D        | Herward Koppenhöfer | Hertha Berlino |          |

## Risultati

### Bundesliga

#### Girone di andata
| Arbitro: | Zuchantke |

|                   |           |             |
| Hickersberger 16’ | Marcatori | 68’ Lippens |

| Arbitro: | Siepe |

|                              |           |                               |
| Müller 38’ Müller 65’ (rig.) | Marcatori | 31’ Hickersberger 81’ Schäfer |

| Arbitro: | Engel |

|  |           |          |
|  | Marcatori | 68’ Jung |

| Arbitro: | Redelfs |

|  |           |                       |
|  | Marcatori | 52’ Ritschel 69’ Held |

| Arbitro: | Hillebrand |

|                                                      |           |  |
| Meyer 30’ Blechschmidt 53’ Semlitsch 62’ Schäfer 83’ | Marcatori |  |

| Arbitro: | Hennig |

|                        |           |                                 |
| Denz 35’ Kasperski 57’ | Marcatori | 24’ Theis 79’ Kostedde 83’ Held |

| Arbitro: | Redelfs |

|                                                                     |           |                       |
| Schäfer 9’ Semlitsch 38’ Ritschel 45’ (rig.) Skala 48’ Kostedde 77’ | Marcatori | 36’ Andree 84’ Nickel |

| Arbitro: | Dittmer |

|                |           |  |
| Müller 2’, 70’ | Marcatori |  |

| Arbitro: | Ohmsen |

|                  |           |  |
| Kostedde 8’, 61’ | Marcatori |  |

| Arbitro: | Kindervater |

|                                |           |  |
| Toppmöller 18’ Laumen 68’, 83’ | Marcatori |  |

| Arbitro: | Eschweiler |

|                               |           |             |
| Kostedde 9’ Hickersberger 51’ | Marcatori | 25’ Stickel |

| Arbitro: | Horstmann |

|                                             |           |              |
| Versen 20’ Fromm 22’ Eggeling 37’ Balte 39’ | Marcatori | 89’ Kostedde |

| Arbitro: | Weyland |

|                       |           |                                            |
| Held 14’ Kostedde 73’ | Marcatori | 26’, 35’ Winkler 44’, 66’ Zaczyk 59’ Heese |

| Arbitro: | Basedow |

|                              |           |                           |
| Herzog 7’ Brei 53’ Budde 88’ | Marcatori | 10’, 47’ Held 20’ Schäfer |

| Arbitro: | Lutz |

|                                   |           |                                    |
| Semlitsch 26’ Ritschel 33’ (rig.) | Marcatori | 41’ Heynckes 67’ Danner 73’ Jensen |

| Arbitro: | Schulenburg |

|                           |           |                    |
| Ritschel 48’ Kostedde 53’ | Marcatori | 7’ Roth 90’ Hoeneß |

| Arbitro: | Roth |

|                                      |           |                  |
| Kucharski 41’ Koppenhöfer 46’ (aut.) | Marcatori | 84’ Blechschmidt |

#### Girone di ritorno
| Arbitro: | Gabor |

|                 |           |                        |
| Bast 10’ (rig.) | Marcatori | 19’ Theis 75’ Kostedde |

| Arbitro: | Fork |

|                   |           |             |
| Hickersberger 45’ | Marcatori | 62’ Sziedat |

| Arbitro: | Schulenburg |

|             |           |                   |
| Pröpper 34’ | Marcatori | 85’ Hickersberger |

| Arbitro: | Engel |

|          |           |                           |
| Held 78’ | Marcatori | 38’ Abramczik 49’ Fischer |

| Arbitro: | Waltert |

|  |           |                 |
|  | Marcatori | 4’, 45’ Schäfer |

| Arbitro: | Nickel |

|                               |           |                  |
| Ritschel 62’ Schmidradner 83’ | Marcatori | 54’ Siemensmeyer |

| Arbitro: | Hennig |

|                                   |           |                                       |
| Kliemann 16’ Grabowski 88’ (rig.) | Marcatori | 53’ (rig.) Ritschel 86’ Hickersberger |

| Arbitro: | Quindeau |

|                     |           |                         |
| Ritschel 44’ (rig.) | Marcatori | 33’ Lauscher 89’ Müller |

| Arbitro: | Schulenburg |

|                                    |           |  |
| Bücker 6’, 41’ Linßen 44’ Worm 68’ | Marcatori |  |

| Arbitro: | Bonacker |

|                                |           |                                  |
| Hickersberger 26’ Kostedde 39’ | Marcatori | 53’, 84’ Sandberg 68’ Toppmöller |

| Arbitro: | Hilker |

|                                                     |           |  |
| Ettmayer 11’ Ohlicher 17’ Handschuh 25’ Stickel 35’ | Marcatori |  |

| Arbitro: | Roth |

|                          |           |                          |
| Kostedde 59’ Schäfer 82’ | Marcatori | 19’ Etterich 66’ Walitza |

| Amburgo 20 aprile 1974, ore 15:30 CET 30ª giornata | Amburgo | 0 – 0 referto | Kickers Offenbach | Volksparkstadion (10 000 spett.)\| Arbitro: \| Hennig \| |
| Arbitro:                                           | Hennig  |               |                   |                                                          |

| Arbitro: | Niemann |

|                                                    |           |  |
| Kostedde 11’ Hickersberger 32’ Ritschel 43’ (rig.) | Marcatori |  |

| Arbitro: | Redelfs |

|                                                             |           |              |
| Bonhof 35’ Wittkamp 45’ Köppel 47’ Heynckes 71’ (rig.), 80’ | Marcatori | 54’ Kostedde |

| Arbitro: | Basedow |

|            |           |  |
| Müller 75’ | Marcatori |  |

| Arbitro: | Ohmsen |

|                                        |           |  |
| Kostedde 17’, 71’ Weber 85’ Enders 88’ | Marcatori |  |

### Coppa di Germania
| Arbitro: | Nützel |

|                   |           |                                   |
| Kostedde 28’, 71’ | Marcatori | 57’ (aut.) Semlitsch 61’ Hoffmann |

| Arbitro: | Schmoock |

|                             |           |                                       |
| Weil 19’ Röhrig 113’ (rig.) | Marcatori | 79’, 107’ Kostedde 119’ Hickersberger |

| Arbitro: | Bonacker |

|                                              |           |                           |
| Hickersberger 15’ Theis 62’ Blechschmidt 71’ | Marcatori | 36’ Majkowski 75’ Nüssing |

| Arbitro: | Eschweiler |

|                                 |           |                            |
| Ritschel 42’ (rig.) Schäfer 76’ | Marcatori | 19’ Ackermann 45’ Sandberg |

| Arbitro: | Ohmsen |

|                                 |           |                                                 |
| Diehl 36’ (rig.) Toppmöller 78’ | Marcatori | 17’ Hickersberger 33’ Schmidradner 106’ Schäfer |

| Arbitro: | Biwersi |

|                  |           |  |
| Hönig 37’ (rig.) | Marcatori |  |

## Statistiche

### Statistiche di squadra
| Competizione      | Punti | In casa | In casa | In casa | In casa | In casa | In casa | In trasferta | In trasferta | In trasferta | In trasferta | In trasferta | In trasferta | Totale | Totale | Totale | Totale | Totale | Totale | DR |
| Competizione      | Punti | G       | V       | N       | P       | Gf      | Gs      | G            | V            | N            | P            | Gf           | Gs           | G      | V      | N      | P      | Gf     | Gs     | DR |
| ----------------- | ----- | ------- | ------- | ------- | ------- | ------- | ------- | ------------ | ------------ | ------------ | ------------ | ------------ | ------------ | ------ | ------ | ------ | ------ | ------ | ------ | -- |
| Bundesliga        | 31    | 17      | 7       | 4       | 6       | 36      | 26      | 17           | 4            | 5            | 8            | 20           | 36           | 34     | 11     | 9      | 14     | 56     | 62     | -6 |
| Coppa di Germania | -     | 3       | 1       | 2       | 0       | 7       | 6       | 3            | 2            | 0            | 1            | 6            | 5            | 6      | 3      | 2      | 1      | 13     | 11     | +2 |
| Totale            | 31    | 20      | 8       | 6       | 6       | 43      | 32      | 20           | 6            | 5            | 9            | 26           | 41           | 40     | 14     | 11     | 15     | 69     | 73     | -4 |

### Andamento in campionato
| Giornata  | 1 | 2 | 3  | 4 | 5 | 6 | 7 | 8 | 9 | 10 | 11 | 12 | 13 | 14 | 15 | 16 | 17 | 18 | 19 | 20 | 21 | 22 | 23 | 24 | 25 | 26 | 27 | 28 | 29 | 30 | 31 | 32 | 33 | 34 |
| --------- | - | - | -- | - | - | - | - | - | - | -- | -- | -- | -- | -- | -- | -- | -- | -- | -- | -- | -- | -- | -- | -- | -- | -- | -- | -- | -- | -- | -- | -- | -- | -- |
| Luogo     | C | T | C  | T | C | T | C | T | C | T  | C  | T  | C  | T  | C  | C  | T  | T  | C  | T  | C  | T  | C  | T  | C  | T  | C  | T  | C  | T  | C  | T  | T  | C  |
| Risultato | N | N | P  | V | V | V | V | P | V | P  | V  | P  | P  | N  | P  | N  | P  | V  | N  | N  | P  | V  | V  | N  | P  | P  | P  | P  | N  | N  | V  | P  | P  | V  |
| Posizione | 8 | 9 | 12 | 9 | 6 | 4 | 3 | 5 | 3 | 5  | 4  | 6  | 7  | 6  | 11 | 9  | 10 | 8  | 9  | 9  | 9  | 8  | 7  | 7  | 11 | 11 | 11 | 12 | 11 | 11 | 11 | 12 | 12 | 10 |

Legenda:

Luogo: C = Casa; T = Trasferta. Risultato: V = Vittoria; N = Pareggio; P = Sconfitta.

### Statistiche dei giocatori
| Giocatore        | Bundesliga | Bundesliga | Bundesliga  | Bundesliga | Coppa di Germania | Coppa di Germania | Coppa di Germania | Coppa di Germania | Totale   | Totale | Totale      | Totale     |
| Giocatore        | Presenze   | Reti       | Ammonizioni | Espulsioni | Presenze          | Reti              | Ammonizioni       | Espulsioni        | Presenze | Reti   | Ammonizioni | Espulsioni |
| ---------------- | ---------- | ---------- | ----------- | ---------- | ----------------- | ----------------- | ----------------- | ----------------- | -------- | ------ | ----------- | ---------- |
| P. Berg          | 8          | 0          | 1           | 0          | 1                 | 0                 | 0                 | 0                 | 9        | 0      | 1           | 0          |
| E. Bihn          | 6          | 0          | 0           | 0          | 0                 | 0                 | 0                 | 0                 | 6        | 0      | 0           | 0          |
| R. Blechschmidt  | 26         | 2          | 0           | 0          | 6                 | 1                 | 1                 | 0                 | 32       | 3      | 1           | 0          |
| F. Bockholt      | 9          | 0          | 0           | 0          | 3                 | 0                 | 0                 | 0                 | 12       | 0      | 0           | 0          |
| M. Bordt         | 0          | 0          | 0           | 0          | 0                 | 0                 | 0                 | 0                 | 0        | 0      | 0           | 0          |
| P. Enders        | 15         | 1          | 0           | 0          | 3                 | 0                 | 0                 | 0                 | 18       | 1      | 0           | 0          |
| V. Faß           | 2          | 0          | 0           | 0          | 0                 | 0                 | 0                 | 0                 | 2        | 0      | 0           | 0          |
| S. Held          | 34         | 6          | 3           | 0          | 6                 | 0                 | 0                 | 0                 | 40       | 6      | 3           | 0          |
| B. Helmschrot    | 25         | 0          | 0           | 0          | 3                 | 0                 | 0                 | 0                 | 28       | 0      | 0           | 0          |
| J. Hickersberger | 26         | 8          | 1           | 0          | 5                 | 3                 | 0                 | 0                 | 31       | 11     | 1           | 0          |
| D. Hoffmann      | 1          | 0          | 0           | 0          | 0                 | 0                 | 0                 | 0                 | 1        | 0      | 0           | 0          |
| N. Janzon        | 0          | 0          | 0           | 0          | 0                 | 0                 | 0                 | 0                 | 0        | 0      | 0           | 0          |
| W. Kohls         | 0          | 0          | 0           | 0          | 0                 | 0                 | 0                 | 0                 | 0        | 0      | 0           | 0          |
| H. Koppenhöfer   | 7          | 0          | 0           | 0          | 1                 | 0                 | 0                 | 0                 | 8        | 0      | 0           | 0          |
| E. Kostedde      | 33         | 15         | 0           | 0          | 6                 | 4                 | 0                 | 0                 | 39       | 19     | 0           | 0          |
| F. Kromm         | 0          | 0          | 0           | 0          | 0                 | 0                 | 0                 | 0                 | 0        | 0      | 0           | 0          |
| H. Meyer         | 33         | 1          | 7           | 0          | 6                 | 0                 | 1                 | 0                 | 39       | 1      | 8           | 0          |
| W. Rausch        | 0          | 0          | 0           | 0          | 0                 | 0                 | 0                 | 0                 | 0        | 0      | 0           | 0          |
| M. Ritschel      | 34         | 8          | 5           | 0          | 6                 | 1                 | 0                 | 0                 | 40       | 9      | 5           | 0          |
| S. Rückert       | 1          | 0          | 0           | 0          | 0                 | 0                 | 0                 | 0                 | 1        | 0      | 0           | 0          |
| H. Schmidradner  | 33         | 1          | 1           | 0          | 6                 | 1                 | 0                 | 0                 | 39       | 2      | 1           | 0          |
| D. Schwemmle     | 0          | 0          | 0           | 0          | 0                 | 0                 | 0                 | 0                 | 0        | 0      | 0           | 0          |
| W. Schäfer       | 34         | 7          | 2           | 0          | 6                 | 2                 | 0                 | 0                 | 40       | 9      | 2           | 0          |
| N. Semlitsch     | 32         | 3          | 4           | 0          | 6                 | 0                 | 0                 | 0                 | 38       | 3      | 4           | 0          |
| L. Skala         | 15         | 1          | 2           | 0          | 0                 | 0                 | 0                 | 0                 | 15       | 1      | 2           | 0          |
| J. Steinmetz     | 0          | 0          | 0           | 0          | 0                 | 0                 | 0                 | 0                 | 0        | 0      | 0           | 0          |
| A. Theis         | 25         | 2          | 1           | 0          | 5                 | 1                 | 0                 | 0                 | 30       | 3      | 1           | 0          |
| E. Traser        | 2          | 0          | 1           | 0          | 0                 | 0                 | 0                 | 0                 | 2        | 0      | 1           | 0          |
| K. Weber         | 4          | 1          | 0           | 0          | 0                 | 0                 | 0                 | 0                 | 4        | 1      | 0           | 0          |